# Doropolje
Doropolje je naselje v Občini Šentjur.